# Badia a Elmi
Badia a Elmi (già Adelmo o Elmo in Val d'Elsa) è una frazione del comune italiano di San Gimignano, nella provincia di Siena, in Toscana.
Il centro abitato è situato all'estremo limite nord della provincia di Siena, contiguo al centro urbano di Certaldo e alla Città metropolitana di Firenze, ed è formato da una delle zone industriali più importanti della Val d'Elsa e da una zona residenziale di recente sviluppo.

## Storia
Il primo nucleo originario della frazione era l'antica abbazia del Santo Sepolcro e Santa Maria a Elmi, costruita sull'antico percorso della francigena che passava nel fondovalle del fiume Elsa. Il toponimo Elmi deriverebbe da un Adelmo fondatore dell'abbazia, che fu feudatario del conte Guglielmo Bulgaro di Fucecchio. Il documento più antico su questa abbazia è l'atto di fondazione del 2 ottobre 1034, mentre la si ritrova citata anche nel 1061 e nel 1073, quando venne ceduta ai camaldolesi. Presso la badia di Adelmo fu stipulato nel 1109 un atto di donazione del conte Ugo dei Cadolingi in favore dell'abate di Morrona.
La zona industriale si è sviluppata nel corso degli anni sessanta del XX secolo, assieme ad un primo nucleo residenziale. È stata e continua ad essere un importante centro artigianale e industriale di tutta la valdelsa, con industrie del mobile, alimentare, della plastica e del vetro. Alla fine degli anni novanta e agli inizi degli anni duemila si è notevolmente sviluppato il nucleo residenziale.

## Monumenti e luoghi d'interesse

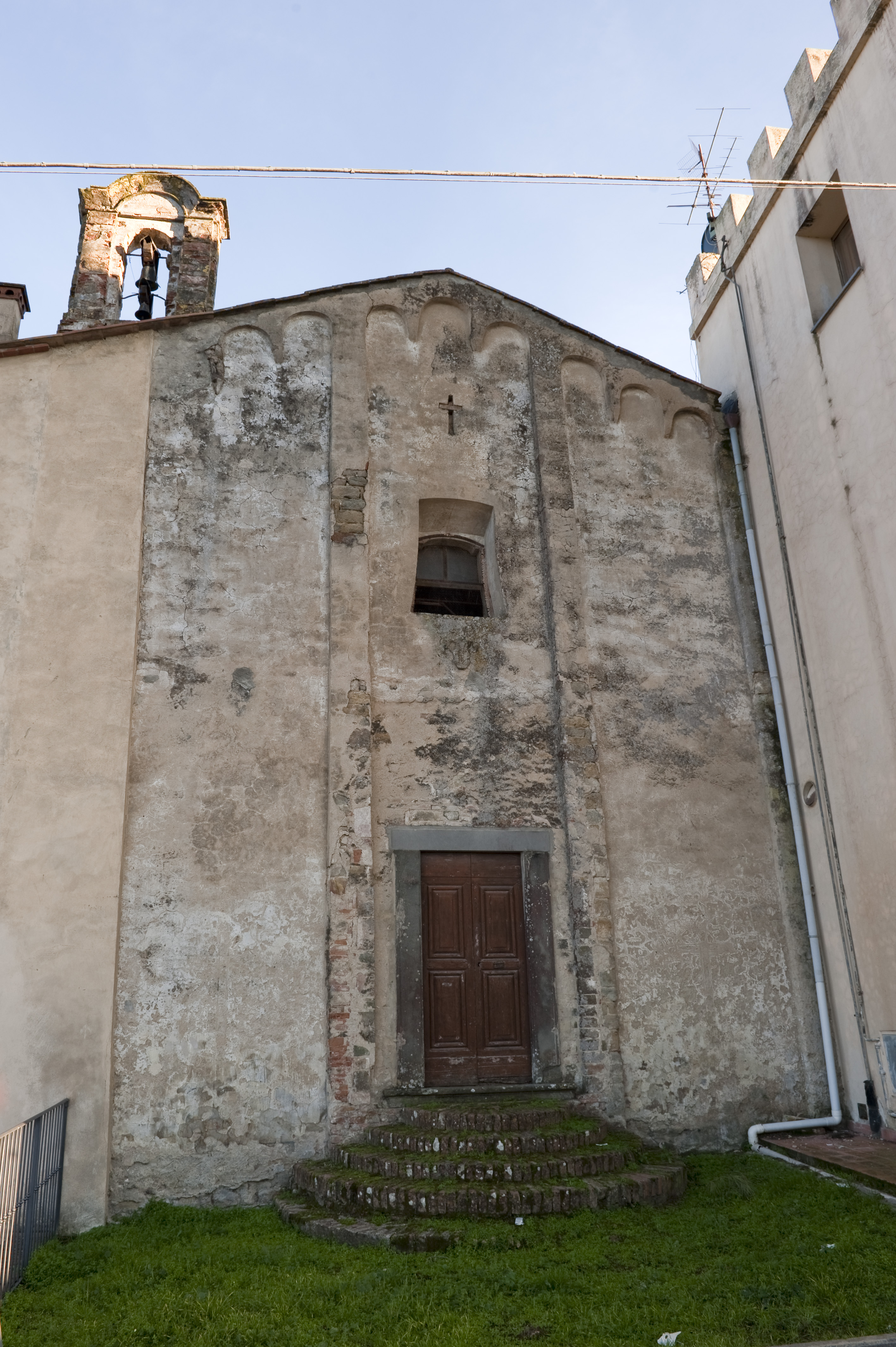
La facciata della badia a Elmi

- Abbazia del Santo Sepolcro e Santa Maria a Elmi[1]
- Torre del Palagetto, casa-torre medievale che si trova nella zona industriale di Badia a Elmi.[2]

## Geografia antropica
La frazione di Badia a Elmi si divide in un nucleo storico, formato dalla vecchia abbazia di Elmi con le vecchie costruzioni che la circondano e situato sul pendio di una collina di fronte a Certaldo, in un nucleo residenziale moderno che scende dalla collina fino alla pianura, e in una zona industriale che si estende a valle, lungo il fiume Elsa e alla confluenza del torrente Casciani nello stesso fiume. Sia il centro residenziale che la zona industriale, pur essendo nel comune di San Gimignano e quindi appartenenti amministrativamente alla provincia di Siena, costituiscono geograficamente e urbanisticamente un continuum del centro urbano di Certaldo.
Dipendenti dalla frazione Badia a Elmi sono anche le località di Canonica e Villa del Monte.

## Economia
La zona industriale di Badia a Elmi, conosciuta anche come "La Steccaia", ha vissuto negli anni sessanta e settanta un notevole sviluppo dell'industria e dell'artigianato, diventando non solo il centro industriale e artigianale più importante del comune di San Gimignano e della Val d'Elsa senese e fiorentina. Molto sviluppate sono l'industria della plastica (polietilene), del mobile (cornici, sedie e tavoli), alimentare (salumifici), meccanica (utensili), porte e infissi.

## Infrastrutture e trasporti
La frazione è posizionata lungo l'ex strada statale 429 di Val d'Elsa, ed è servita dallo svincolo di Certaldo est.